# Thelypteris buchtienii
Thelypteris buchtienii là một loài dương xỉ trong họ Thelypteridaceae. Loài này được A.R. Sm. mô tả khoa học đầu tiên năm 1980.